# Lluís Barraquer i Ferré
Lluís Barraquer i Ferré   (Barcelona, 16 de juny de 1887 - Barcelona, 21 de febrer de 1959) fou un metge neuròleg català, fill de Lluís Barraquer i Roviralta i pare de Lluís Barraquer i Bordas, ambdós també neuròlegs. Fou continuador de l'escola de neurologia de l'Hospital de la Santa Creu i de Sant Pau.

## Biografia
Lluís Barraquer i Ferre, fill de Lluís Barraquer i Roviralta i d'Ana Ferre Sugrañes, després d'una etapa de dedicació a altres tasques professionals de tipus comercial, finalment es dedicà completament a la neurologia, seguint els passos del seu pare. En un primer moment, ja amb vint-i-sis anys, sense el coneixement del seu pare, que no aprobava aquella opció, es matricula en el Curs d’Ampliació o Primer Curs de Medicina del 1913-1914 i només ho comunica al seu pare un cop ha aprovat totes les assignatures. En veure la seva implicació i convenciment, Barraquer Roviralta acava recolzant al seu fill en aquella decisió. El 1917 acaba la carrera mèdica de set anys en només tres, llicenciant-se i començant a exercir. Des del juny de 1915 treballa en el servei hospitalari del seu pare, primer com a estudiant intern, essent nomenat metge intern el 1917 i metge auxiliar el 1920.
El 1920 publica el seu primer treball, i des d'aquest moment les seves publicacions s'aproximaran als dos centenars. El 1921 ingressa en el cos mèdic de l'Institut de Santa Madrona, on ben aviat començarà a dirigir el Servei de Neurologia. En aquest mateix any es casa amb Edelmira Bordas de Ferrer i el 1923 neix el seu fill Lluís. El 1923 publica la seva primera monografia titulada "Elementos de Neuropatologia" on s'exposa la clínica de les malalties del sistema nerviós tal com s'entenien en aquell moment en una forma essencialment didàctica.
En un primer període, des del 1923 fins al 1930, produeix 18 treballs, més de la meitat d'aquests referits a la patologia del sistema nerviós central. El juliol de 1928 pocs mesos abans de la mort del seu pare a l'octubre d'aquell mateix any, neix la seva filla Montserrat. El 1929, és nomenat Director dei Servei de Neurologia de l'Hospital de la Santa Creu i Sant Pau.
En un segon període, des de 1930 a 1936, publica 23 treballs sobre el sistema nerviós central, però també d'altres sobre el perifèric, el vegetatiu i l'endocrino-vegetatiu. Entre els temes tractats, estan l'atàxia tabètica aguda i les neuraxitis, la poliomielitis. Durant aquesta època es produeix el trasllat del Servei hospitalari des de l'antic Hospital de la Santa Creu al modern Hospital de la Santa Creu i Sant Pau. Al final del periòde es produeix la publicació del primer "Tratado de Enfermedades Nerviosas" redactat amb la col·laboració d'I. de Gispert i E. Castañer Vendrell.
A partir d'aquest moment no publica res més fins al 1942, any en el qual presideix una taula del Congrés de Neuro-psiquiatria celebrat a Barcelona en aquell any i recobra el contacte amb l'activitat acadèmica.
Entre els anys 1944 i 1948 manté una estreta col·laboració científica amb el seu fill, Lluís Barraquer i Bordas amb un increment considerable de publicacions.
Durant la seva vida ostenta diversos càrrecs acadèmics. El 1931 és elegit membre de la Reial Acadèmia de Medicina. El 1935 esdevé president de la Societat d'Oto-Neuro-Oftalmologia de Barcelona. El 1949, juntament amb Bel·larmí Rodríguez Arias i Antoni Subirana Oller, fundà la Societat Espanyola de Neurologia amb seu a Barcelona, essent el seu primer president. També, esdevé membre d’honor de la Societé Française de Neurologie, corresponsal de la Societé Medical des Hôpitaux de Paris i l’American Academy of Neurology i de la American Neurological Association. L’any 1957 es jubila de l’Hospital passant a ser director emèrit.